# Exili dretà interior
Exili interior. Situació ideològica, política o laboral, en la qual la persona no pot expressar lliurement les seves opinions. Per exemple, s'acostuma a parlar de la "memòria històrica" tan sols aplicada a l'àmbit republicà d'esquerres durant la guerra civil de 1936-1939 i a la postguerra, però no es parla de la població que restà sense exiliar-se, dels assassinats de persones religioses i conservadores en persecucions i confinaments com al mòdul 8 de la presó Model, la txeca del carrer d'Avinyó de Barcelona o d'exterminis a cop de fusell al Camp de la Bota de Barcelona o del vaixell que era presó republicana al port de Barcelona.